# Astroloba foliolosa
Astroloba foliolosa ist eine Pflanzenart der Gattung Astroloba in der Unterfamilie der Affodillgewächse (Asphodeloideae). Das Artepitheton foliolosa stammt aus dem Lateinischen, bedeutet ‚mit kleinen Blättern‘.

## Beschreibung

### Vegetative Merkmale
Die aufrechten bis ausgebreiteten Laubblätter von Astroloba foliolosa bilden fünf gerade Reihen oder sind ziegelförmig an den Trieben angeordnet. Die hell- bis graugrüne, glänzend scheinende Blattspreite ist 14 bis 40 Millimeter lang und 9 bis 24 Millimeter breit. Die Blattspitzen sind auf- und auswärts gebogen. Das aufgesetzte Spitzchen ist 0,4 bis 1,5 Millimeter lang. Die Blattoberfläche ist glatt oder weist kleine verlängerte, leicht erhabene Stellen gleicher Farbe auf. Auf der Unterseite sind gelegentlich weißliche Flecken oder dunkler grüne Linien vorhanden.

### Blütenstände und Blüten
Der gelegentlich verzweigte Blütenstand ist eine lockerblütige Traube von 5 bis 29 Zentimetern Länge. Die grünlich weißen oder hell cremefarbenen Blüten stehen an 0,8 bis 3,8 Millimeter langen Blütenstielen und besitzen weiße oder cremefarbene Zipfel. Ihre Mittelrippe ist grün und beige oder glauk überhaucht. Die Perigonröhre ist 6 bis 9 Millimeter lang und weist einen Durchmesser von etwa 3 Millimeter auf. Ihre zurückgebogenen Zipfel weisen eine Länge von etwa 1,5 bis 3 Millimeter auf.

### Genetik
Die Chromosomenzahl beträgt {\displaystyle 2n=14}.

## Systematik und Verbreitung
Astroloba foliolosa ist in der südafrikanischen Provinz Ostkap verbreitet.
Die Erstbeschreibung als Aloe foliolosa durch Adrian Hardy Haworth wurde 1804 veröffentlicht. Antonius Josephus Adrianus Uitewaal stellte die Art 1947 in die Gattung Astroloba.
Synonyme sind Apicra foliolosa (Haw.) Willd. (1811, unkorrekter Name ICBN-Artikel 11.3), Haworthia foliolosa (Haw.) Haw. (1812) und Astroloba spiralis subsp. foliolosa (Haw.) L.E.Groen (1987).

## Nachweise